# Étolaj

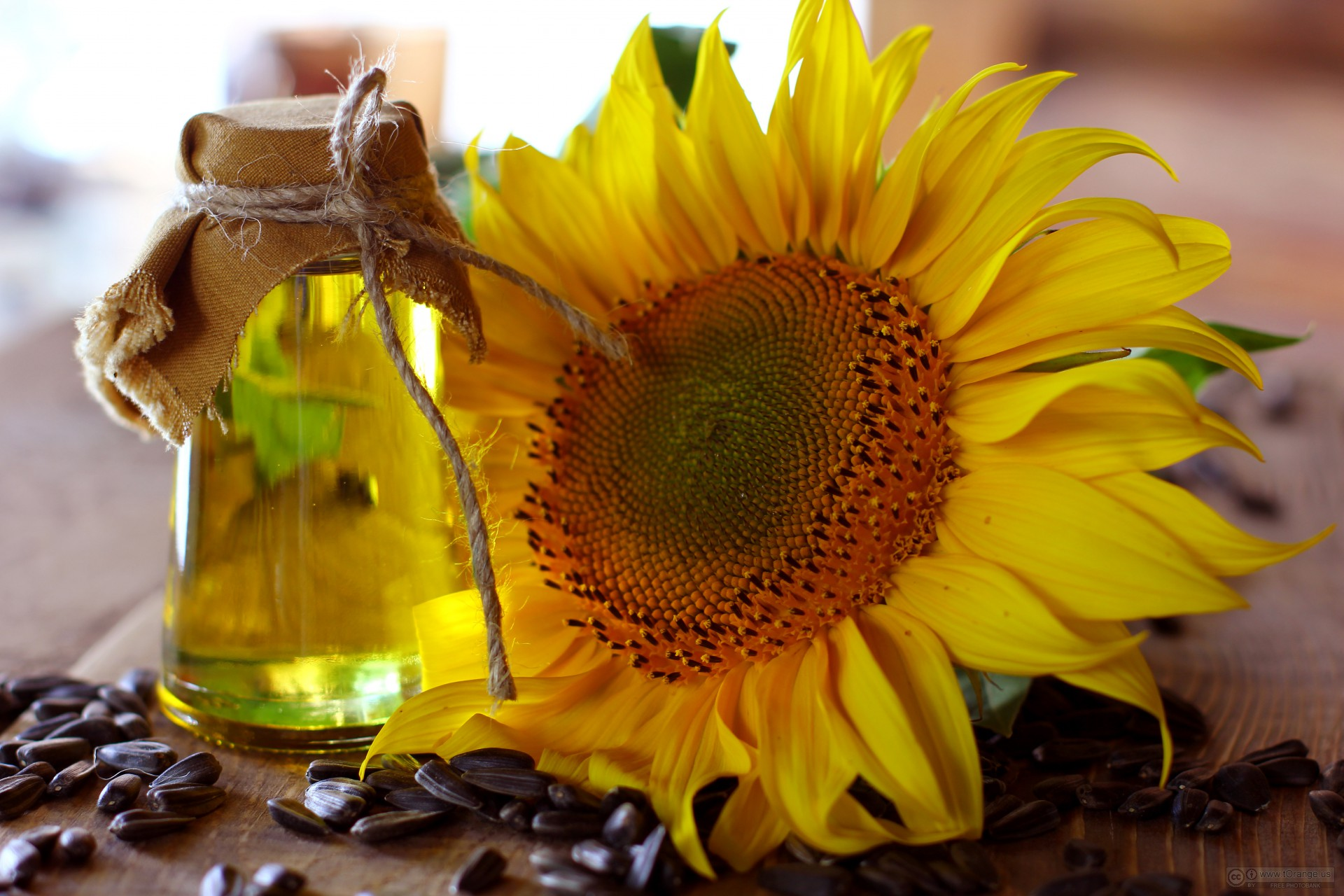
Napraforgóolaj

Az étolaj a legkülönbözőbb biológiai eredetű, étkezési célú olajok összefoglaló elnevezése.

## Fajtái
Az alapanyagtól függően beszélhetünk: hal-, dió-, lenmag-, mák-, napraforgó-, olíva-, repce-, szezámmag-, szójabab-, tökmagolajról stb.

## Jellemzői
Szobahőmérsékleten cseppfolyós, átlátszó, kellemes ízű-illatú, zsíros tapintású anyag.

## Előállítása
A növénynek többnyire a héjától megtisztított magjából (vagy csírájából, gyümölcséből) hideg sajtolással az ún. extraszűzolajat kapjuk, amely a legtisztább és leggazdagabb omega-3 zsírsavakban és zsírban oldódó (A, D, E, F, K) vitaminokban. Salátákba keverve vagy gyógyításra ez a legalkalmasabb. 
Az első préselés után a magokban maradt olajat melegítés utáni préseléssel, azaz extrakcióval nyerik ki. Az így kapott sötét sárga színű, zavaros nyersolajat finomítják, ülepítik, szűrik, de megőrzik a hasznos tartalma (pl. vitamin, szterin) többségét. A zavarosságát okozó foszfatidokat az ún. nyálkátlanítással kivonják, majd a sötét színért felelős színanyagokat és a fémnyomokat a derítési lépésben távolítják el. A nyersolaj viasztartalmát alacsony hőmérsékletre hűtve ki tudják szűrni. A  melléktermékként keletkezett kristályos anyagot, a lecitint humán célra is fel lehet használni, élelmiszeripari, gyógyszeripari alapanyagként, vagy takarmánynak való feldolgozásra. Ezután az olajat vákuumban gőzölik, így szagtalanítva eltávolítják belőle a nem kötött zsírsavakat, amelyek a kellemetlen ízért és a korai megromlásért felelősek. Az így készült étolaj élelmiszergyártáshoz, sütéshez, főzéshez, salátákhoz felhasználható, vagy hidrogénezéssel margarint is gyártanak belőle.
A maghéjat fűtésre, villamos energia előállítására felhasználják. A másik fontos melléktermék a dara, amelyből 35-38% proteintartalmú fehérjetakarmányt állítanak elő.